# ترس از صحنه (فیلم ۱۹۸۷)
ترس از صحنه (انگلیسی: Stage Fright؛ ‏ایتالیایی: Deliria) یک فیلم اسلشر ایتالیایی به کارگردانی میکله سواوی است که در سال ۱۹۸۷ منتشر شد.

## خلاصه داستان
دیروقت شب، گروه تئاتری مشغول تمرین یک نمایش موزیکال درباره یک قاتل زنجیره‌ای خیالی به نام "جغد شب" هستند. پیتر، کارگردان نمایش، رفتاری مستبدانه با گروه دارد و به هر طریقی سعی می‌کند از ترک تئاتر توسط اعضا بدون اجازه او جلوگیری کند. وقتی آلیشیا، یکی از بازیگران زن، مچ پایش پیچ می‌خورد، او و همبازی‌اش بتی مخفیانه از تئاتر خارج می‌شوند تا کمک پزشکی بگیرند. نزدیک‌ترین مرکز درمانی، یک بیمارستان روانی است.  
هنگام صحبت با روانپزشک بیمارستان، بتی متوجه بیمار زندانی‌ای به نام اروینگ والاس می‌شود بازیگر سابقی که دیوانه شده و مرتکب قتل‌های زنجیره‌ای شده است. بدون اینکه هیچ‌یک از آن‌ها بدانند، والاس یکی از مراقبان بیمارستان را با سرنگ می‌کشد و مخفیانه از تیمارستان فرار می‌کند و در ماشین بتی پنهان می‌شود.  

## گزیدهٔ بازیگران
- باربارا کوپیستی
- دیوید براندن
- مری سلرز
- جووانی لومباردو رادیچه
- پی‌یرو ویدا
- میکی ناکس
- میکله سواوی
- لوئیجی مونته‌فیوری